# Kanton Domèvre-en-Haye
Kanton Domèvre-en-Haye (fr. Canton de Domèvre-en-Haye) byl francouzský kanton v departementu Meurthe-et-Moselle v regionu Lotrinsko. Tvořilo ho 27 obcí. Zrušen byl po reformě kantonů 2014.

## Obce kantonu
- Andilly
- Ansauville
- Avrainville
- Beaumont
- Bernécourt
- Domèvre-en-Haye
- Francheville
- Gézoncourt
- Griscourt
- Grosrouvres
- Hamonville
- Jaillon
- Liverdun
- Mamey
- Mandres-aux-Quatre-Tours
- Manoncourt-en-Woëvre
- Manonville
- Martincourt
- Minorville
- Noviant-aux-Prés
- Rogéville
- Rosières-en-Haye
- Royaumeix
- Tremblecourt
- Velaine-en-Haye
- Villers-en-Haye
- Villey-Saint-Étienne